# Hengstforder Mühle

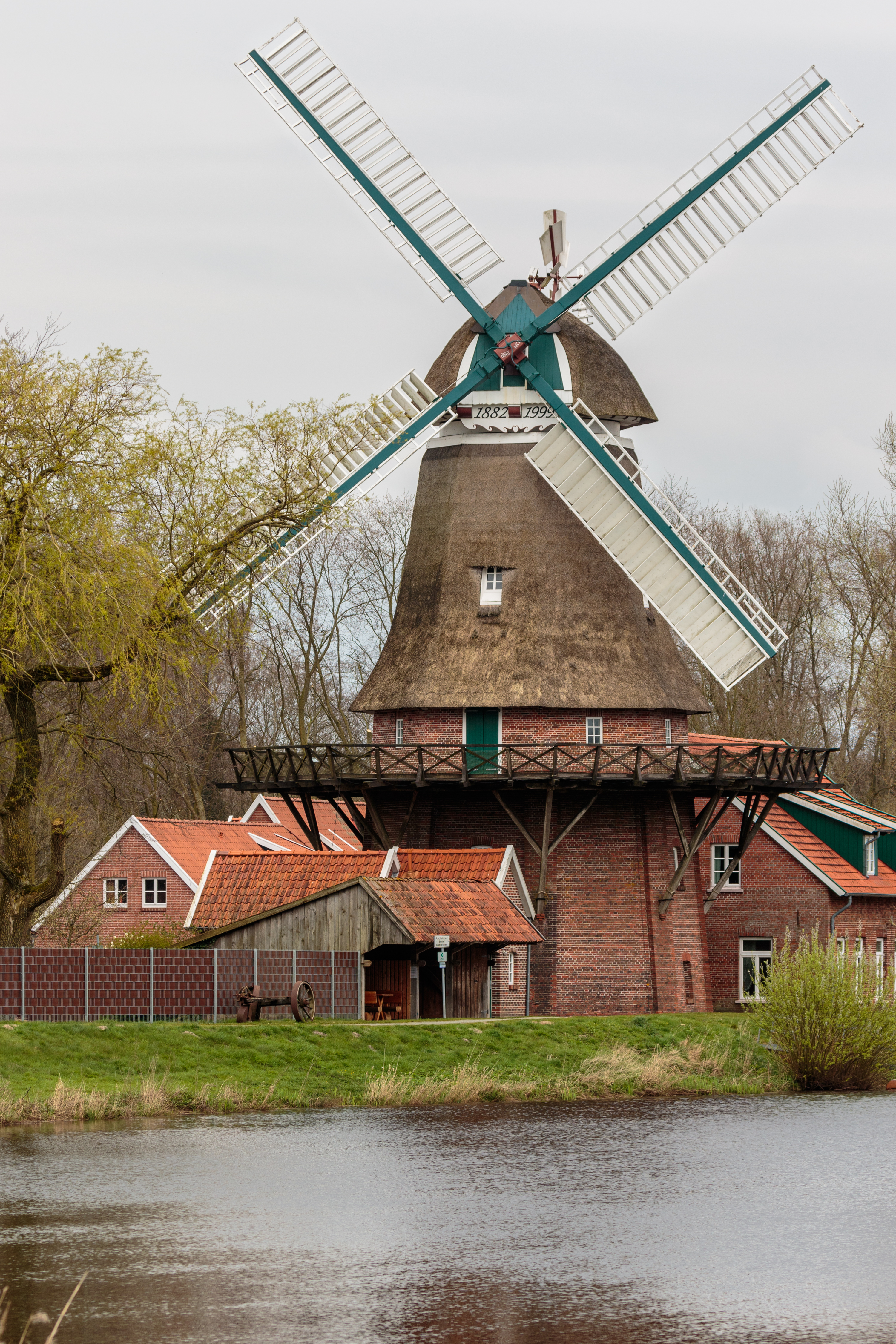
Windmühle am Aper Tief

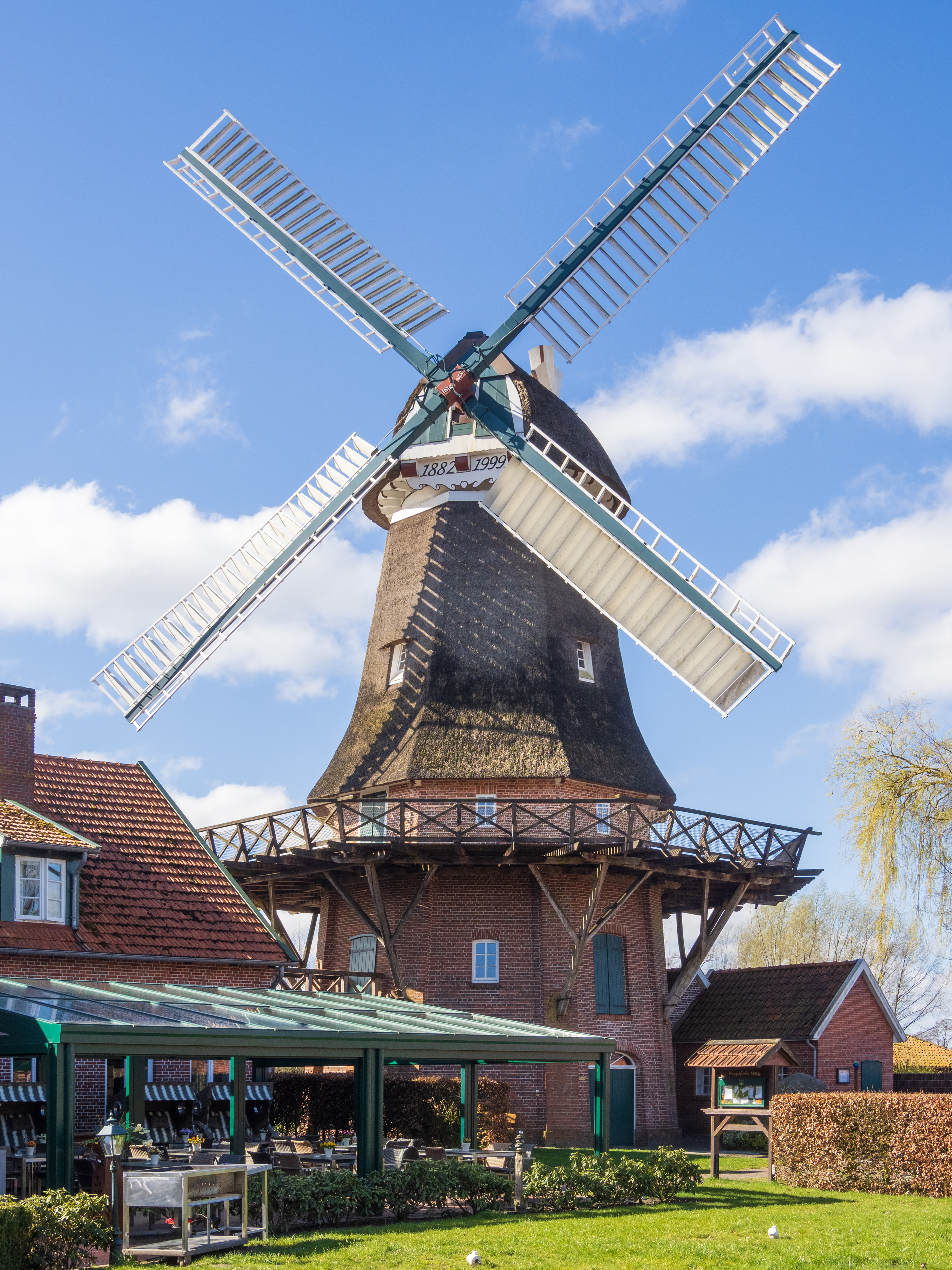
Windmühle von der „Landseite“

Die Hengstforder Mühle ist eine Windmühle in der Bauerschaft Hengstforde in der Gemeinde Apen. Die Mühle und das dazugehörige Müllerhaus werden heute noch für kommerzielle Zwecke genutzt. In der Mühle können sich Einwohner der Gemeinde Apen trauen lassen und im Müllerhaus ist heutzutage das Restaurant „Landgasthof Hengstforder Mühle“ beherbergt. Die Hengstforder Mühle liegt direkt am Aper Tief und steht in unmittelbarer Nachbarschaft zum Freibad Hengstforde, dem einzigen Freibad der Gemeinde Apen.

## Geschichte
Der Erbauer und Müllermeister Tönjes Brunken erhielt am 14. August 1742 von der Regierung des Großherzogtums Oldenburg die Konzession zum Anfertigen von geschälter Gerste, Perlgraupen und Grütze zum Ölschlagen. Bereits im Jahr darauf verkaufte Brunken die Mühle an den Ostfriesen Harm Conrads. Harm Conrads vererbte die Mühle an seinen Sohn Conrad und dieser wiederum an seinen Sohn Johann Georg. Da Johann Georg Conrads keine Kinder hatte, ging die Hengstforder Mühle nach dessen Tod 1839 an Christoph Böhlje über. Die Mühle war insgesamt über fünf Generationen im Besitz der Familie Böhlje. 1882 wurde die alte Mühle abgerissen und an gleicher Stelle durch eine neue ersetzt. Der Betrieb der Mühle lief bis zum Zweiten Weltkrieg weiter. Erst danach wurde er eingestellt. Ein Blitzschlag machte die Mühle später unbrauchbar und so wurde diese 1952 bis auf den Steinachtkant abgerissen. Bis in die späten 1990er Jahre wurde das brachliegende Gelände noch bewohnt. Nach dem Tod der letzten Bewohnerin wurde das denkmalgeschützte Müllerhaus an die neuen Besitzer übergeben und der Umbau zum Landgasthof mit Restaurant wurde vorangetrieben. Die Hengstforder Mühle selbst ist seit 1984 im Besitz der Gemeinde Apen. Die Mühle wurde zwischen 1996 und 1998 durch Fördermittel der Europäischen Union, der Landwirtschaft, der sonstigen Wirtschaft und Spenden von Bürgern der Gemeinde Apen wieder aufgebaut. Die Mühle wird vom 1996 gegründeten Mühlenförderverein in der Gemeinde Apen e.V. betrieben.